# Теллер, Майлз
Майлз Алекса́ндр Те́ллер (англ. Miles Alexander Teller; род. 20 февраля 1987) — американский актёр. Наиболее известен по ролям в фильмах «Кроличья нора» (2010), «Захватывающее время» (2013), «Дивергент» (2014) «Одержимость» (2014), «Фантастическая четвёрка» (2015), «Дело храбрых» (2017) и «Топ Ган: Мэверик» (2022).

## Биография
Теллер родился в Даунингтауне (штат Пенсильвания). Его родители, Мерри Флауэрс, агент по недвижимости, и Майк Теллер, инженер АЭС, были родом из Нью-Джерси. В семье, помимо Майлза, были ещё две старшие дочери. Его дед по отцовской линии был евреем, выходцем из России, кроме того, у него ещё английские, ирландские, польские и французские корни. В детстве он часто менял места жительства, поскольку этого требовала работа его отца, в разное время семья жила и во Флориде, и в Нью-Джерси. Теллер получил степень бакалавра искусств в Нью-Йоркском университете.
Теллер появился в нескольких короткометражках, прежде чем начать сниматься в полнометражных фильмах. Так, в 2010 году он дебютировал в фильме «Кроличья нора», а также появился в музыкальном фильме «Свободные», в который его пригласили после выступлений в одноимённом мюзикле. Самыми известными фильмами с его участием стали «Проект X: Дорвались» и «21 и больше». В 2013 году Теллер снялся в фильмах «Захватывающее время» и «Дивергент».
В 2014 году он снялся в фильме «Этот неловкий момент» совместно с Заком Эфроном и Майклом Б. Джорданом, а также в фильме «Одержимость», премьера которого состоялась на кинофестивале Сандэнс. За эту роль он был номинирован на премии «Gotham» и «Спутник» за лучшую мужскую роль.
В том же году вышел фильм «Дивергент», где он сыграл роль Питера. Позднее он повторил эту роль в продолжениях «Дивергент, глава 2: Инсургент» и «Дивергент, глава 3: За стеной». В 2015 году сыграл Рида Ричардса в фильме «Фантастическая четвёрка».
В 2016 году был выбран на роль торговца оружием Дэвида Пакуза в фильме «Парни со стволами», где сыграл вместе с Джоной Хиллом. В том же году он снялся в фильме «Пазманский дьявол», где сыграл знаменитого боксёра Винни Пациенцу.
В 2016 году Майлз был выбран, чтобы озвучить Гилберта в анимационном фильме «The Ark and the Aardvark», который рассказывает историю Ноева ковчега с точки зрения животных, в частности группой неудачников, возглавляемую персонажем Теллера.

## Личная жизнь
В 2013 году Теллер начал встречаться с моделью Келли Сперри. Они обручились в августе 2017 года и поженились 1 сентября 2019 года.

## Фильмография
| Год  |     | Русское название                    | Оригинальное название                    | Роль                           |
| ---- | --- | ----------------------------------- | ---------------------------------------- | ------------------------------ |
| 2004 | кор |                                     | Moonlighters                             | Майлз                          |
| 2007 | кор |                                     | A Very Specific Recipe                   | Ли                             |
| 2008 | кор |                                     | The Musicians                            | Мигель                         |
| 2009 | с   | Необычный детектив                  | The Unusuals                             | Джеймс Бурланд                 |
| 2010 | ф   | Кроличья нора                       | Rabbit Hole                              | Джейсон                        |
| 2010 | кор |                                     | The Track Meet                           | Эндрю                          |
| 2011 | ф   | Свободные                           | Footloose                                | Уиллард Хьюитт                 |
| 2012 | ф   | Проект X: Дорвались                 | Project X                                | Майлз                          |
| 2013 | ф   | Захватывающее время                 | The Spectacular Now                      | Саттер Кили                    |
| 2013 | ф   | 21 и больше                         | 21 & Over                                | Миллер                         |
| 2014 | ф   | Одержимость                         | Whiplash                                 | Эндрю Найман                   |
| 2014 | ф   | Этот неловкий момент                | That Awkward Moment                      | Дэниел                         |
| 2014 | ф   | Дивергент                           | Divergent                                | Питер                          |
| 2014 | ф   | Секс на две ночи                    | Two Night Stand                          | Алек                           |
| 2015 | ф   | Дивергент, глава 2: Инсургент       | The Divergent Series: Insurgent          | Питер                          |
| 2015 | ф   | Фантастическая четвёрка             | Fantastic Four                           | Рид Ричардс / Мистер Фантастик |
| 2016 | ф   | Дивергент, глава 3: За стеной       | The Divergent Series: Allegiant - Part 1 | Питер                          |
| 2016 | ф   | Охота на работу                     | Get a Job                                | Уилл Дэвис                     |
| 2016 | ф   | Парни со стволами                   | War Dogs                                 | Дэвид Пэкаус                   |
| 2016 | ф   | Пазманский дьявол                   | Bleed for This                           | Винни Пациенца                 |
| 2017 | ф   | Дело храбрых                        | Only the Brave                           | Брэндон «Бублик» Макдона       |
| 2017 | ф   | Спасибо за вашу службу              | Thank You for Your Service               | Адам Шуманн                    |
| 2019 | с   | Слишком стар, чтобы умереть молодым | Too Old To Die Young                     | Мартин                         |
| 2022 | с   | Предложение                         | The Offer                                | Альберт Радди                  |
| 2022 | ф   | Топ Ган: Мэверик                    | Top Gun: Maverick                        | Брэдли Брэдшоу                 |
| 2022 | ф   | Спайдерхед                          | Spiderhead                               | Джефф                          |
| 2025 | ф   | Ущелье                              | The Gorge                                | Леви                           |
| 2025 | ф   | Вечность                            | Eternity                                 | Ларри                          |
| 2026 | ф   | Майкл                               | Michael                                  | Джон Бранка                    |
| 2026 | ф   | Топ Ган 3                           | Top Gun 3                                | Брэдли Брэдшоу                 |
| 2026 | ф   | Дикая игра                          | Wild Game                                | Клод Даллас                    |
|      | ф   | Бумажный тигр                       | Paper Tiger                              | Ирвинг Графф                   |

## Награды
| Награда                 | Год  | Категория                                                                                          | Результат | Работа                  |
| ----------------------- | ---- | -------------------------------------------------------------------------------------------------- | --------- | ----------------------- |
| Кинофестиваль «Сандэнс» | 2013 | Специальный приз жюри                                                                              | Победа    | Захватывающее время     |
| MTV Movie Awards        | 2014 | Прорыв года                                                                                        | Номинация | Захватывающее время     |
| MTV Movie Awards        | 2014 | Лучший поцелуй (Майлз Теллер и Шейлин Вудли)                                                       | Номинация | Захватывающее время     |
| Спутник                 | 2014 | Лучшая мужская роль в кинофильме                                                                   | Номинация | Одержимость             |
| «Золотая малина»        | 2015 | Худший актёрский дуэт (Вся «Фантастическая четвёрка»: М. Теллер, М. Б. Джордан, К. Мара и Д. Белл) | Номинация | Фантастическая четвёрка |